# Vespanthedon cerceris
Vespanthedon cerceris är en fjärilsart som beskrevs av Le Cerf 1917. Vespanthedon cerceris ingår i släktet Vespanthedon och familjen glasvingar. Inga underarter finns listade i Catalogue of Life.